# 王琚 (唐朝)
王琚（？—747年），怀州河内县（今河南省沁阳市）人，唐朝政治人物。

## 生平
王琚幼年丧父，聪敏有才略，精通天文象纬。唐中宗神龙初年，与驸马都尉王同皎等谋刺武三思，事泄亡命。唐睿宗时还京，补诸暨主簿时，入谢太子李隆基，得太子赏识与他交友，李隆基相知恨晚，呼为“王十一”，授詹事府司直。后来担任太子舍人，兼谏议大夫。李隆基即位为唐玄宗，擢升他为中书侍郎。先天二年（713年），参与平定太平公主之乱。以功授银青光禄大夫、户部尚书，封赵国公。眷宠特异，倍得信赖，在帷幄之侧参闻大政，时人称他为“内宰相”。后来稍稍疏远他，令持节巡天兵以北诸军。历任十五州刺史、二郡太守。生活豪侈放纵，不能遵法度，受贿数百万。唐玄宗念旧，经常优容他。右相李林甫派人弹劾他贪赃，贬为江华员外司马，听说酷吏将来把他治罪，因为畏惧自缢而死，一说被缢死。